# Madame de La Roche-Lambert
Pour les articles homonymes, voir La Roche et Lambert.
ʽMadame de La Roche-Lambert’ est un cultivar de rosiers introduit au commerce en 1851 par le rosiériste français Robert, d'Angers. Ce rosier mousseux est fameux chez les amateurs de roses anciennes.

## Description
Le buisson de ʽMadame de La Roche-Lambert’ est érigé, mais de port un peu lâche. Il s'élève en moyenne à 150 cm. Son feuillage aux folioles épaisses est vert foncé, bordé de brun lorsqu'il est jeune. Ses rameaux sont très épineux, avec des aiguillons rouges sur les jeunes tiges.
Il présente des fleurs doubles, pleines (26-40 pétales), de forme globuleuse au coloris rose foncé à amarante et de 7 à 8 cm de diamètre. Les sépales, les pédoncules et le calice sont recouverts d'une légère mousse verte. Les parfum des roses est citronné. La floraison est remontante à la fin août.
C'est une variété toujours fort prisée aujourd'hui. Elle est rustique et supporte des températures hivernales à -20°.